# جسر كارتر
جسر كارتر هو جسرٌ بُني عام 1901، وهو أحد الجسور الثلاثة التي تربط جزيرة لاغوس بالبر الرئيسي، إلى جانب جسري البر الرئيسي الثالث وجسر إيكو. كان هذا الجسر وقت بنائه هو الجسر الوحيد الذي يربط بين البر الرئيسي وجزيرة لاغوس. يبدأ الجسر من إيدو على البر الرئيسي وينتهي في منطقة إيدوموتا بجزيرة لاغوس. سميَّ الجسر على اسم السير غيلبرت توماس كارتر، الحاكم السابق لمستعمرة لاغوس.
بنيَّ جسر كارتر في الأصل من قبل الحكومة الاستعمارية البريطانية، قبل استقلال نيجيريا في عام 1960. بعد الاستقلال، ثم فُكك الجسر أُعيد تصميمه بنائه خلال أواخر سبعينيات القرن العشرين. تم الانتهاء من جسر ألاكا-إيجورا، على نهاية إيدو من الجسر في عام 1973.

## نظرة عامة
أدى ركن المركبات على الجسر إلى ازدحامٍ شديد في الطريق بالإضافة إلى المساهمة في تدهوره السريع. في عام 2003، لاحظ المعهد النيجيري للمهندسين الإنشائيين أنَّ ركن المركبات على طول الامتداد قد يؤدي إلى الانهيار إذا تُرك دون معالجة. لمعالجة هذه المشكلة، فرضت حكومة ولاية لاغوس غرامة قدرها 50,000 نيرة على الأشخاص الذين يوقفون سياراتهم على طول الامتداد. بالإضافة إلى ذلك، في أبريل 2006، أعلن مفوض النقل بولاية لاغوس أنه سيتم حظر جميع المركبات التجارية من دخول جزيرة لاغوس عبر جسر كارتر لمنع الحافلات والمركبات الأخرى من الوقوف على الجسر.
بالإضافة إلى الازدحام المروري على الجسر، كان يُنظر إلى جسر كارتر على أنه غير آمنٍ ليلًا بسبب نقص إنارة الشوارع. في يوليو 2013، كلف حاكم ولاية لاغوس، فاشولا، بتركيب إنارة شوارع على جسر كارتر مدعومة بمشروع طاقة مستقل. وقد تولت هيئة كهرباء الولاية تصميم المشروع وإكماله باستخدام مكونات وفنيين محليين.